# Triberga
Triberga ist ein zur Gemeinde Mörbylånga gehörendes Dorf auf der schwedischen Ostseeinsel Öland.
Das weniger als 50 Einwohner (Stand 2005) zählende Dorf liegt entlang der östlichen Küstenstraße im Südosten der Insel. Im Norden schließt sich Alby im Süden Hulterstad an.
Das Dorf liegt am Ostrand der kargen Alvarlandschaft des Stora Alvaret. Nördlich liegt das Moor Triberga-Alby-mosse. Von Triberga aus ist auch die etwa einen Kilometer weiter westlich im Stora Alvaret gelegene prähistorische Burg Triberga borg zu erreichen. In Triberga und der Umgebung stehen auch die für Öland typischen Windmühlen.
Koordinaten: 56° 28′ N, 16° 35′ O